# Illy (Ardennes)
Illy ist eine französische Gemeinde mit 416 Einwohnern (Stand 1. Januar 2022) im Département Ardennes in der Region Grand Est (vor 2016 Champagne-Ardenne). Die Gemeinde gehört zum Arrondissement Sedan und zum Kanton Sedan-2.

## Geografie
Illy liegt etwa sechs Kilometer nördlich von Sedan an der belgischen Grenze. Umgeben wird Illy von den Nachbargemeinden Bouillon (Belgien) im Norden und Nordosten, La Chapelle im Nordosten und Osten, Givonne im Osten, Sedan im Süden, Floing im Südwesten sowie Fleigneux im Westen und Nordwesten.

## Geschichte
Sowohl 1815 während der Befreiungskriege als auch 1870 fanden hier Gefechte statt.

### Bevölkerungsentwicklung
| 1962                       | 1968 | 1975 | 1982 | 1990 | 1999 | 2006 | 2012 | 2019 |
| -------------------------- | ---- | ---- | ---- | ---- | ---- | ---- | ---- | ---- |
| 434                        | 394  | 395  | 342  | 413  | 422  | 411  | 395  | 412  |
| Quellen: Cassini und INSEE |      |      |      |      |      |      |      |      |

## Sehenswürdigkeiten
- Kirche Saint-Pierre